# Associação Académica e Operária
L'Associação Académica e Operária est un club capverdien de football basé à Sal Rei, sur l'île de Boa Vista. Avec quatorze titres de champion de Boa Vista, c'est le club le plus performant de l'île.

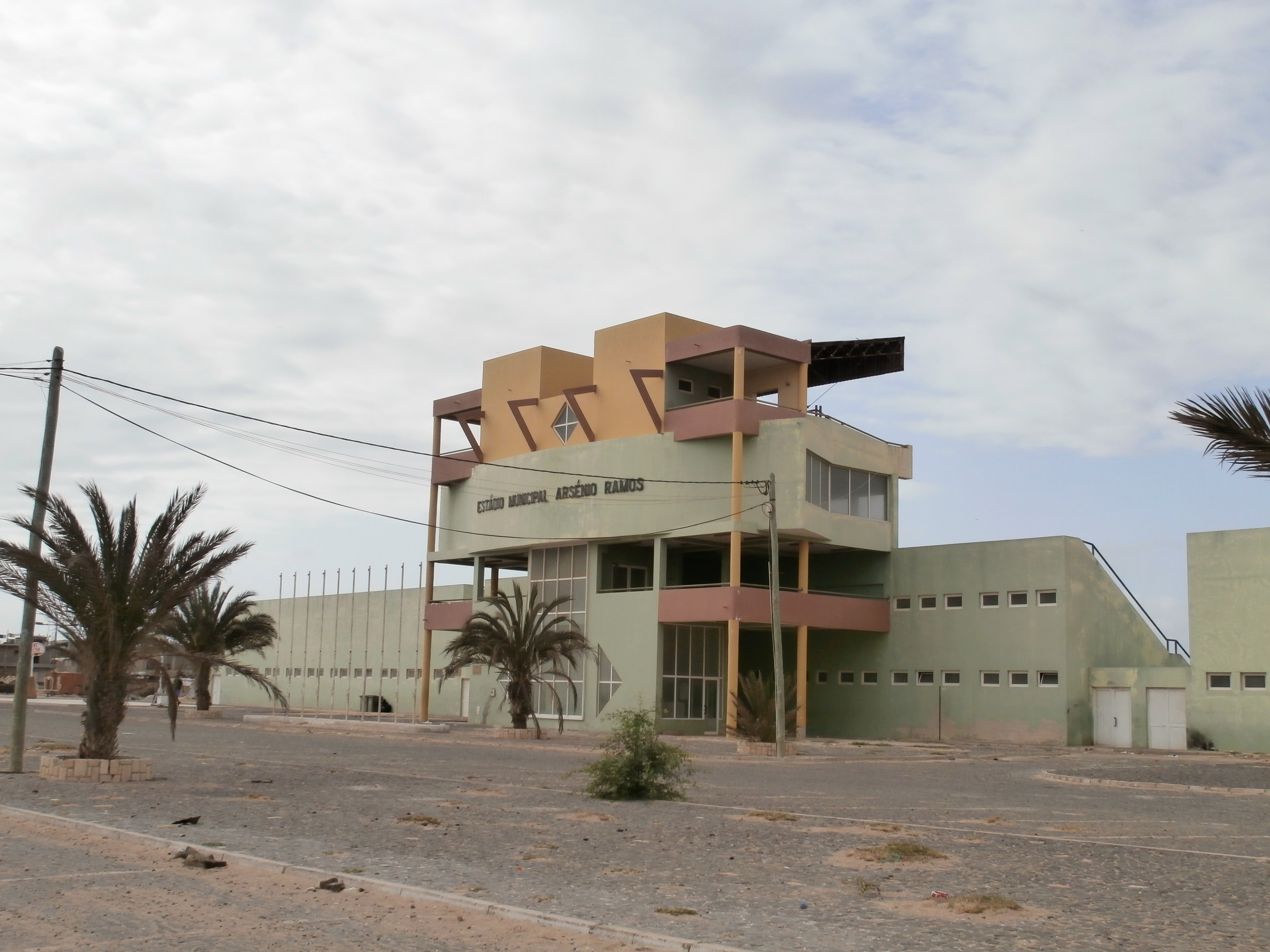
Estádio Arsénio Ramos, maison de Académica e Operária

## Histoire
Fondé en 1977, le club compte à son palmarès quatorze titres de champions de l'île de Boa Vista et est le club ayant le plus souvent participé au Campeonato Nacional. Il parvient à être sacré champion du Cap-Vert en 1983. Il atteint également la finale nationale lors de la saison 2000.

## Palmarès
- Championnat du Cap-Vert
  - Vainqueur en 1983
  - Finaliste en 2000

- Championnat de l'île de Boa Vista de football (19)
  - Vainqueur en 1978, 1979, 1982, 1983, 1985, 1989, 1991, 1993, 1995, 1996, 1997, 1999, 2000, 2003, 2009, 2012, 2014, 2015

- Coupe de l'île de Boa Vista de football (1)

Vainqueur en 2015
- Super Coupe de l'île de Boa Vista de football (1)

Vainqueur en 2014
- Tournoi d'ouverture de l'île de Boa Vista (1)
  - Vainqueur en 2005

## Bilan saison par saison

### Competition national
|      | Groupe | Positions | Points | Journées | V | N | D | B.M. | B.P. | Diff. |
| 2003 | 1B     | 6         | 1 pte  | 5        | 0 | 1 | 4 | 6    | 12   | -6    |
| 2009 | 1A     | 6         | 1 pte  | 5        | 0 | 1 | 4 | 2    | 9    | -7    |
| 2012 | 1B     | 5         | 2 pts  | 5        | 0 | 2 | 3 | 6    | 13   | -7    |
| 2014 | 1B     | 5         | 6 pts  | 5        | 2 | 0 | 3 | 3    | 9    | -6    |
| 2015 | 1A     | 6         | 2 pts  | 5        | 0 | 2 | 3 | 2    | 7    | -5    |

### Competition regional
|         | Groupe | Positions | Points | Journées | V  | N  | D | B.M. | B.P. | Diff. |
| 2000-01 | 2      | 1         | -      | -        | -  | -  | - | -    | -    | -     |
| 2008-09 | 2      | 1         | -      | -        | -  | -  | - | -    | -    | -     |
| 2011-12 | 2      | 1         | -      | -        | -  | -  | - | -    | -    | -     |
| 2013-14 | 2      | 1         | 34 pts | 14       | 11 | 1  | 2 | 34   | 11   | +23   |
| 2014-15 | 2      | 1         | 36 pts | 14       | 11 | 13 | 0 | 3    | 7    | 26    |
| 2015-16 | 2      | 2         | 29 pts | 14       | 9  | 2  | 3 | 23   | 18   | +5    |

## Statistiques
- Meilleur classement : 1a (nationale)
- Meilleur classement aux competitions de coupes: 1a (regionale)
- Meilleur classement aux tournois d'ouvertures: 1a
- Apparitions na competition de coupe: 8 (regionale)
- Apparitions na competition de super coupe: 3